# Nokia N73
Nokia N73 — смартфон фирмы Nokia на основе Series 60 3rd Edition, поддерживающий сети третьего поколения (3G). Nokia N73 работает под управлением операционной системы Symbian 9.1. В данной модели реализована «горячая замена» карт памяти, формат карт — miniSD, максимальный объём памяти которых — 2 гигабайта. Корпус выполнен из пластмассы.

## Особенности
Телефон поставляется с большим количеством предустановленных приложений — музыкальный плеер, Visual FM Radio, RealPlayer, полноценный веб-браузер, основанный на WebKit, QuickOffice, просмотрщик PDF-файлов, Lifeblog, Nokia Maps, которые могут работать в фоновом режиме.
Nokia N73 использует систему базы данных для приложения «Галерея» (которое собирает информацию в фоновом режиме для сокращения времени последующего поиска). Мультимедийные файлы могут располагаться практически в любом месте файловой системы устройства и доступ к ним может быть легко получен, например, по ID3-тегам.
Одной из инноваций в данной модели является наличие двух динамиков, что обеспечивает стереозвучание.
Для синхронизации с ПК используется фирменное ПО — Nokia PC Suite. Также возможно подключение в режимах Mass Storage (как съемный диск) и PictBridge. Подключение возможно с помощью USB-кабеля, Bluetooth и IrDA.

## Критика
Среди недостатков телефона часто отмечают люфт задней крышки, скученность и низкое расположение цифровых клавиш, отсутствие Wi-Fi, диодную вспышку и низкую скорость работы, особенно после длительного использования без перезагрузки (низкая скорость работы была исправлена путём новой прошивки в Nokia N73 Music Edition), а также ненадежный джойстик.

## Модификации
Модификация Nokia N73 Music Edition отличается модернизированным музыкальным плеером, который запускается при загрузке смартфона, стандартным комплектом поставки — (карта памяти объёмом 2 ГБ)формата microsd  с переходником под minisd и специальной клавишей, открывающей плеер. Существует также разница в цвете панелей — Music Edition поставляется только в чёрном цвете.
Также известна модификация Nokia N73 Godfather Edition, предназначенная для поклонников фильма «Крёстный отец». Такая версия отличается только содержимым — в ней предустановлены темы, картинки, соответствующие фильму, а также сам фильм.